# Kuckucksruf (Orgel)
Der Kuckucksruf (auch Cuculus von lat. cucūlus, Kuckuck) ist ein Effektregister der Orgel, das den Ruf des Kuckucks nachahmt.

## Technik
Das Register ist ähnlich aufgebaut wie der Kuckucksruf in Kuckucksuhren. Er besteht aus zwei Orgelpfeifen (in der Regel Holzpfeifen), die jeweils an einen kleinen Blasebalg angebunden sind. Bei Betätigung des Registers wird ein Mechanismus in Gang gesetzt, bei dem nacheinander zunächst die kleinere, dann die größere Pfeife mittels des jeweiligen Balges angeblasen werden. Die Blasebälge selbst sind regelmäßig nicht an die Windanlage der Orgel angebunden. Vielmehr „bläst“ sich jeder Balg „selbständig“, d. h. mittels einer Feder-Mechanik selbst auf, und wird dann durch die Register-Mechanik aktiviert. Oder aber der Balg ist mit einem Gewicht beschwert und ist im Ruhezustand gefaltet, wird dann durch die Registermechanik angezogen und dadurch mit Luft gefüllt, so dass das Gewicht die Luft in die Pfeife leitet.

## Geschichte
Der Kuckucksruf ist seit dem 16. Jahrhundert überliefert und ist insbesondere in Barockorgeln sehr beliebt. So enthalten die Gabler-Orgeln in Weingarten (dort mit vier Pfeifen und daher zwei unterschiedlichen „Kuckucksrufen“, die abwechselnd ertönen) und Ochsenhausen jeweils ein Cuculus-Register. In Ochsenhausen fährt beim Betätigen des Registers zusätzlich aus einem am Rückpositiv angebrachten Kirchenportal ein Ochsenkopf heraus, so dass der Eindruck erweckt wird, ein Ochse pfeife die Kuckuckstöne. Es handelt sich um eine heraldische Spielerei, denn ein aus einer Kirche tretender Ochse ziert das Wappen des Klosters.
Nach 1750 wurde der Kuckucksruf kaum noch gebaut und im 19. Jahrhundert abschätzig beurteilt: Die ganze Anlage ist eine von den abgeschmackten und läppischen Spielereien, welche man noch hier und da in alten Orgeln findet.